# Miss Mystery
ㄈ
《Miss Mystery》为BREAKERZ的第十二张单曲。2012年1月25日由ZAIN RECORDS发售。

## 概要
- 继《Everlasting Luv》之后2年9个月，第二次为《名侦探柯南》演唱片头曲。在初回盤A中收录了表题曲的PV，初回盤B收录了自身的企划“Mr.Mystery是谁？谜王决定战!”。

## 收录歌曲
全编曲：BREAKERZ
1. Miss Mystery
  - 作詞・作曲：DAIGO

ytv制作・日本电视台动画《名偵探柯南》片头曲。
2. Mr. Yes man
  - 作詞：DAIGO / 作曲：SHINPEI
3. 世界在跳跃（Acoustic Version）
  - 作詞・作曲：AKIHIDE

| 动画《名侦探柯南》片头曲 2012年1月7日 - 2012年7月28日 |                           |                                     |
| 前作: GARNET CROW 《Misty Mystery》                   | BREAKERZ 《Miss Mystery》 | 次作: 夏之色 《对你的泪水如此爱恋》 |